# Santuari de la Mare de Déu del Paradís
El santuari de la Mare de Déu del Paradís o de Nostra Senyora del Paradís (chapelle du Paradis o chapelle Notre-Dame-du Paradis en francès) és una ermita situada a poca distància a l'est del centre urbà de Cornellà del Bercol, al Rosselló.

## Història
El lloc de Paradís (Paravis) és esmentat a la documentació ja el 1094, i a la zona (Els Aspres del Paradís) s'hi han trobat restes neolítiques, testimoniatge d'una ocupació molt pretèrita. Sancte Marie de Corniliano (1215), capellam Sancte Marie de Paradiso, alias de Vilario (1341), capellam See. Marie de Paradis (1436), Ermita de Nostra Senyora del Paradís (1596) i Nostra Senyora de Cornellà dels Aspres (1688) han estat denominacions que l'església ha tingut al llarg dels anys.
Després d'una existència relativament antiga (a ben poca distància hi havia l'església de Sant Cristòfol, més gran), la capella de la Mare de Déu fou abandonada al segle xviii, a causa de les lleis anticlericals de l'època de la Revolució francesa. L'església fou reoberta el 1829, i trenta anys més tard (1859), es restaurà i beneí novament la construcció, esborrant gairebé tot rastre de l'edifici original romànic. Ja al segle xx, entre el 1965 i el 1973 es modernitzà i restaurà l'església i la casa annexa de l'ermità. Una associació del 1971 encara existent, "Les amis de la chapelle de Notre-Dame du Paradis", té cura de les instal·lacions.

## Arquitectura i mobiliari
El portal s'obre a l'oest, per dessota d'un òcul a la façana i d'un campanar d'espadanya que remata la teulada. La nau, d'una sola nau, s'acaba amb un absis semicircular. Enganxat a l'església hi ha l'edifici de l'ermità. Com a peces destacades del mobiliari, un retaule del 1850; la corona decorada amb joies familiars (exhibida en ocasions especials únicament) que Thérèse Jonquères Bonnet obsequià el 1882 a la Mare de Déu quan entrà al convent de la Mare de Déu dels Àngels (Espirà de l'Aglí); i una campana que du la inscripció "Dépôt royal d'étalon de Perpignan, fait par Raymond et Jean Cribailler frères [membres d'una històrica família perpinyanenca de fonedors], l'an 1829, à Perpignan"
En l'actualitat (2014), la capella es fa servir per actes culturals, com concerts. Antigament s'hi feia festa per l'Anunciació, el 25 de març, però modernament la festa s'ha traslladat al dilluns de Pentecosta, quan s'hi fa un aplec d'ermita amb periodicitat anual.